# Lype auripilis
Lype auripilis är en nattsländeart som beskrevs av Mclachlan 1884. Lype auripilis ingår i släktet Lype och familjen tunnelnattsländor. Inga underarter finns listade i Catalogue of Life.